# Árabe andalusino

Mapa cronológico mostrando a presença do Árabe (Arabic) na Península Ibérica

O árabe andalusino ou árabe hispânico é uma variante da língua árabe, falado no Alandalus (regiões da Península Ibérica) sob o domínio muçulmano. Tornou-se uma língua extinta na Península Ibérica depois da expulsão dos Mouriscos que ocorreu um século após a Reconquista. O árabe andalusino ainda é usado na música em árabe andalusino e influenciou significativamente os dialetos de cidades como Fez, Rabat, Nedroma, Tremecém, Blida, Jijel, Cherchell, Tânger, Tetouan, etc. para a qual muitos andalusinos e moriscos fugiram. Ele também exerceu alguma influência sobre o moçárabe, castelhano (particularmente o dialeto andaluz), catalão e o dialeto árabe marroquino.